# Cantone di Bessèges
Il Cantone di Bessèges era una divisione amministrativa dell'arrondissement di Alès.
A seguito della riforma approvata con decreto del 24 febbraio 2014, che ha avuto attuazione dopo le elezioni dipartimentali del 2015, è stato soppresso.

## Composizione
Comprendeva i comuni di:
- Bessèges
- Bordezac
- Gagnières
- Peyremale
- Robiac-Rochessadoule